# 2023年习近平访问越南
2023年习近平访问越南，是指中国共产党中央委员会总书记、中华人民共和国主席习近平于2023年12月12日至13日对越南进行的国事访问。此次访问是习近平就任中华人民共和国最高领导人以来，第三次访问越南。访问期间，双方发表《中华人民共和国和越南社会主义共和国关于进一步深化和提升全面战略合作伙伴关系、构建具有战略意义的中越命运共同体的联合声明》。

## 背景
习近平曾于2011年以国家副主席的身份访问越南。2012年习近平就任中华人民共和国最高领导人后，他先后于2015年和2017年访问越南。另外越共中央总书记阮富仲亦先后于2015年和2017年访问中国，实现了年内互访，同时为两党两国关系发展指引方向。
2022年10月30日至11月2日，阮富仲再次訪問中国，成为習近平第三度連任中共中央總書記後首個訪問中國的外國元首。由于阮富仲年事已高，他的访问被外媒認為是「罕見的海外訪問」。阮富仲访华期间與習近平舉行會談，並在習的介紹下與中共新一屆中央政治局委員見面。阮富仲访华期间还获得了习近平授予的中华人民共和国友谊勋章。
美国之音的报道认为，此次访问正值中越两国建立全面战略合作伙伴关系15周年之际。而新加坡尤索夫伊薩東南亞研究所訪問學者阮克江认为，习近平的此次访问“凸顯了越南在中國大戰略中的重要地位”。

## 访问行程
2023年12月12日，习近平抵达河内，开始国事访问行程。越南总理范明政，越共中央政治局委员、中央书记处书记、中央内政部部长潘廷镯，越共中央书记处书记、中央对外部部长黎怀忠等越南党政领导人和地方代表到场迎接。
12月12日下午，习近平在越共中央委员会同越共中央总书记阮富仲举行会谈。阮富仲因身體狀況轉差，他会见此次到访的習近平時行動已較以前遲緩。習近平在会谈上稱呼阮富仲為「老朋友」、「好朋友」；而阮富仲表示，此次访问將成為推動越中兩國、兩黨關係“邁向新台階的歷史新里程碑”。双方宣布对两党关系进行新定位，在深化中越全面战略伙伴关系基础上，共同努力构建中越战略命运共同体。会谈后，两党总书记共同见证双方签署的双边合作文件展示，涉及共建“一带一路”、检验检疫、发展合作、数字经济、绿色发展、交通运输、地方合作、防务和执法安全合作、海上合作等30多个领域。双方同意发表《关于进一步深化和提升全面战略合作伙伴关系、构建具有战略意义的中越命运共同体的联合声明》。

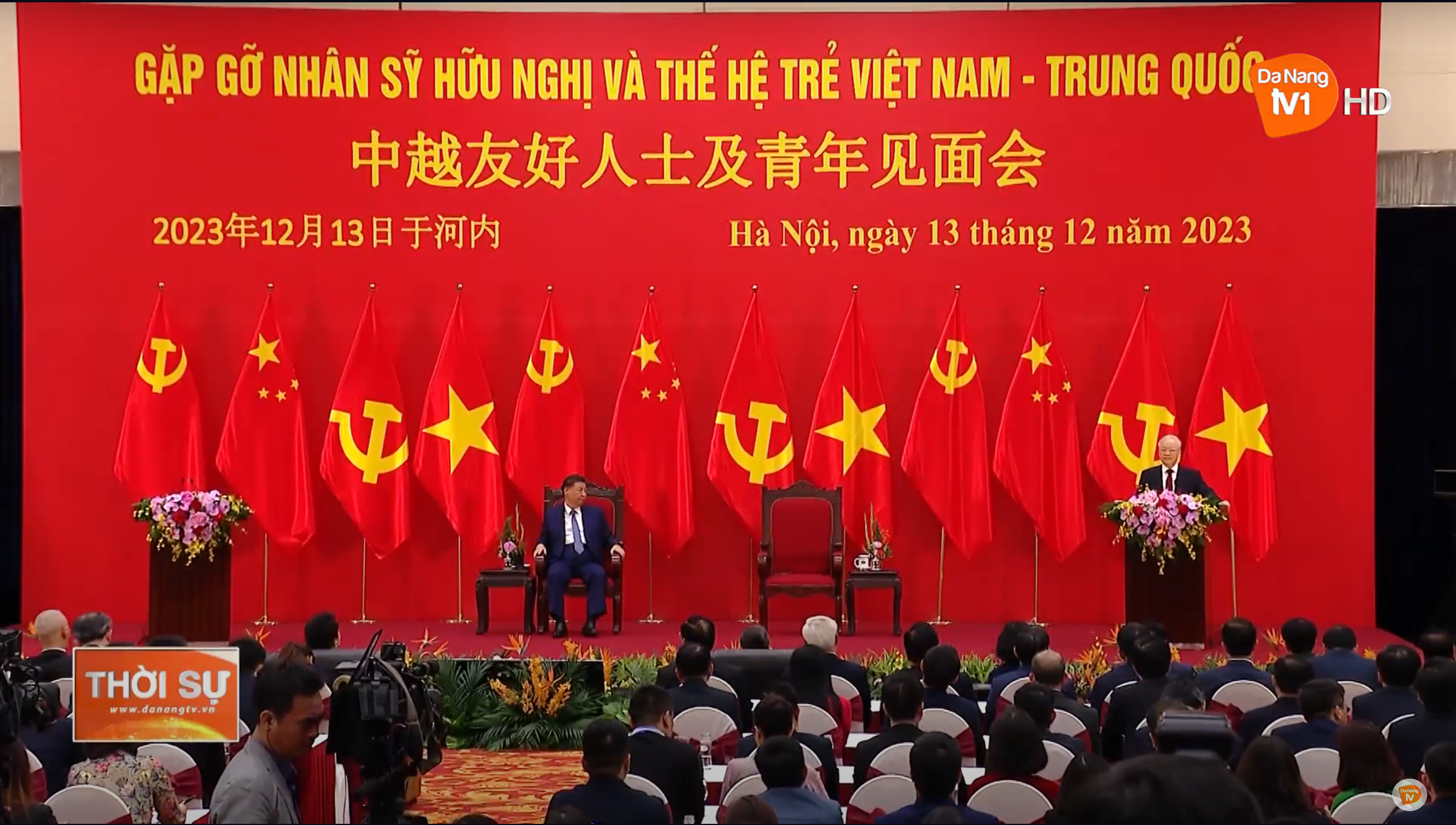
习近平和阮富仲会见中越青年和友好人士代表

当天晚上，越共中央总书记阮富仲夫妇、国家主席武文赏夫妇共同为习近平和彭丽媛举行欢迎晚宴。越共中央政治局委员、中央书记处书记等越方高层领导出席。
12月13日上午，习近平在越南主席府同越南国家主席武文赏举行会谈，并在政府官邸会见越南总理范明政和越南国会主席王廷惠。下午，习近平和夫人彭丽媛同阮富仲共同会见中越两国青少年和友好人士代表。随后习近平率中国代表团离开河内回国。

## 成果
中越两国共签署37项协议，包括中国资助跨境铁路和举行联合海上巡逻。两国还商定一项促进贸易的三年计划。
中越两国决定推进中越跨境标准铁路互联互通，研究推动建设越南老街—河内—海防标准铁路，适时开展同登—河内、芒街—下龙—海防标准铁路可行性研究。同时加快推进边境地区基础设施建设对接，包括建设中国丹沙—越南巴沙红河界河公路大桥。